# Veliki umovi 21. stoljeća
Veliki umovi 21. stoljeća je treći studijski album skupine Bolesna braća objavljen 2010. u Menart Recordsu. Album je snimljen nakon sedmogodišnje diskografske stanke Bolesne braće; u prodaju je pušten 25. svibnja 2010.
Pjesme su o temama koje nas svakodnevno okružuju, od bračne nevjere, dizanja kredita, frustracije starih glazbenika koji pokušavaju napravit hit, nabrijanih klinaca koji bi uspjeli u rap svijetu, o voajerizmu, životu u gradu, i mržnji prema političarima. Produkciju potpisuje Dooks (osim pjesme "Mali majmun Čita" koju je producirao Koolade), a Bizzo je bio zadužen za ideje, a zajedno su napravili tekstove. 

## Popis pjesama
| 1.    | »Intro«                               |                   | 0:51 |
| 2.    | »Bombon«                              |                   | 3:55 |
| 3.    | »Mali majmun Čita«                    | Kristijan Beluhan | 4:19 |
| 4.    | »Neposlušna kartica Nensi Hohnberger« | Ida Prester       | 3:21 |
| 5.    | »Dobrodošli u Grad«                   | Maya Azucena      | 4:27 |
| 6.    | »Herkan Žilić (skit)«                 |                   | 0:25 |
| 7.    | »Utjeha kod Đurđe«                    |                   | 4:04 |
| 8.    | »Mali dečko«                          | Dino Dvornik      | 5:27 |
| 9.    | »Performans (skit)«                   |                   | 0:20 |
| 10.   | »Stari repper«                        |                   | 3:12 |
| 11.   | »Voajer«                              |                   | 3:42 |
| 12.   | »Brain torbanje (skit)«               |                   | 0:47 |
| 13.   | »Dno dna«                             |                   | 3:32 |
| 14.   | »Papak«                               | Son Doobie        | 3:38 |
| 15.   | »Bijele patike«                       |                   | 4:46 |
| 16.   | »Polikita«                            | Edo Maajka        | 4:50 |
| 17.   | »Rokaj Billy (u kino Lici)«           | Dragi             | 5:26 |
| 18.   | »Operi se!«                           |                   | 4:40 |
| 19.   | »Bijele patike (Funk Remix)«          | Yogurt            | 4:33 |
| 66:23 |                                       |                   |      |